# Carsten Breuer

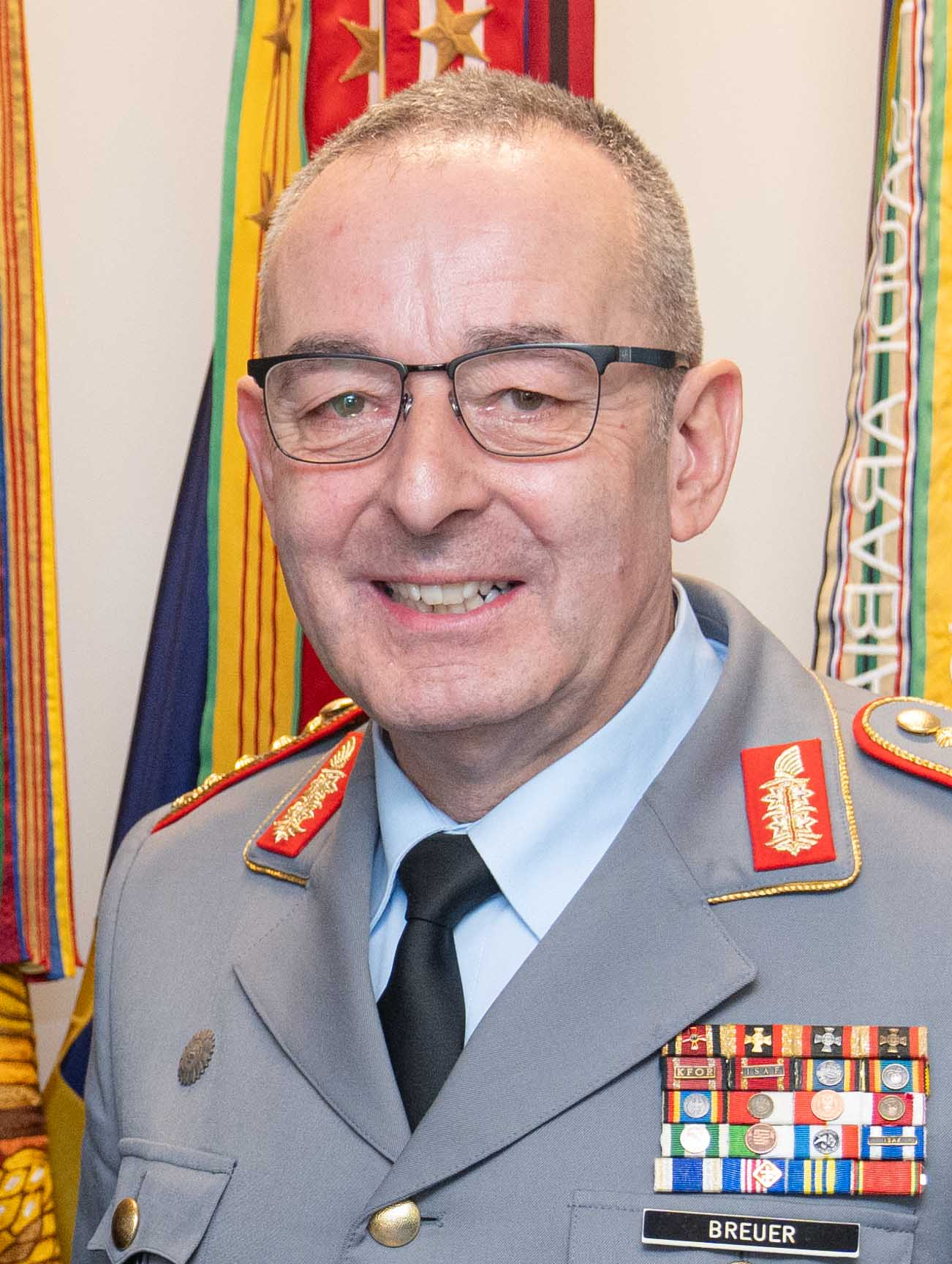
Carsten Breuer, Generalinspekteur, 2025

Carsten Breuer (* 1. Dezember 1964 in Letmathe) ist ein General des Heeres der Bundeswehr und seit dem 17. März 2023 der 17. Generalinspekteur der Bundeswehr.

## Militärische Laufbahn

### Ausbildung und erste Verwendungen
Breuer trat 1984 nach dem Abitur als Offizieranwärter in den Dienst der Bundeswehr beim Flugabwehrregiment 11 in Achim, einem Truppenteil der Heeresflugabwehrtruppe, ein. Nach Beendigung seiner Offizierausbildung an der Heeresflugabwehrschule in Rendsburg erfolgte 1985 die Versetzung zum Studium der Pädagogik an die Universität der Bundeswehr Hamburg. Das Studium schloss er 1988 als Diplom-Pädagoge (univ.) ab.
Von 1989 bis 1992 war Breuer in Sigmaringen stationiert, zunächst war er als S2-Offizier (Leiter der für Militärisches Nachrichtenwesen zuständigen Abteilung im Regiments-Stab) beim Flugabwehrregiment 10 eingesetzt. Anschließend folgte eine Verwendung als Adjutant des Kommandeurs der 10. Panzerdivision und als Jugendoffizier. Im Anschluss wurde er Batteriechef der 4. Batterie des Panzerflugabwehrkanonenlehrregiments 6 in Lütjenburg. Es folgte von 1995 bis 1997 eine Verwendung als Truppenfachlehrer Heeresflugabwehr an der Panzertruppenschule in Munster.

### Generalstabsausbildung und Dienst als Stabsoffizier
Von 1997 bis 1999 absolvierte Breuer die Ausbildung zum Offizier im Generalstabsdienst als Teilnehmer des 40. Generalstabslehrgangs Heer an der Führungsakademie der Bundeswehr in Hamburg. Nach diesem Lehrgang wurde er bis 2001 als Stabsoffizier beim Stellvertreter des Generalinspekteurs der Bundeswehr im Bundesministerium der Verteidigung eingesetzt. Von 2001 bis 2002 nahm Breuer am amerikanischen Generalstabslehrgang (US Command and General Staff Officer Course) am Command and General Staff College in Fort Leavenworth, Kansas/Vereinigte Staaten teil. Zurück in Deutschland wurde Breuer Chef des Stabes der Panzergrenadierbrigade 41 in Torgelow. Während dieser Zeit war er Kommandeur der deutschen Anteile an der Multinationalen Brigade Süd-West des 8. Einsatzkontingentes KFOR in Prizren, Kosovo.
2004 übernahm Breuer das Panzerflugabwehrkanonenbataillon 12 in Hardheim als Bataillonskommandeur und führte es bis zu seiner Versetzung ins Bundesministerium der Verteidigung im Jahr 2006. Dort wurde er Adjutant des Heeresinspekteurs Generalleutnant Hans-Otto Budde. 2008 wurde er nach Brüssel ins NATO-Hauptquartier versetzt, wo er als Stellvertreter des Supreme Allied Commander Transformation Representative in Europe (SACTREPEUR) diente. In dieser Funktion war er gleichzeitig Chef des Stabes dieser Dienststelle und Abteilungsleiter Transformation. Im Anschluss daran wurde er 2010 erneut ins Bundesministerium der Verteidigung versetzt. Dort diente er bis Ende 2011 als Referatsleiter im damaligen Führungsstab der Streitkräfte III 2, anschließend von 2012 bis 2013 ebenfalls als Referatsleiter in der Abteilung Politik (Referat Pol I 1).

### Dienst im Generalsrang
Am 1. Januar 2013 wurde Breuer Brigadekommandeur der Panzergrenadierbrigade 37 in Frankenberg/Sachsen. Während dieser Zeit erfolgte die Ernennung zum Brigadegeneral. Von Januar bis Juli 2014 war er als Director Current Ops, International Security Assistance Force Joint Command in Kabul, Afghanistan, im Einsatz. Er übergab am 9. Dezember 2014 das Kommando an Oberst Ruprecht Horst von Butler und wechselte erneut ins Bundesministerium der Verteidigung. Dort diente er zunächst als Unterabteilungsleiter Politik I. Am 23. März 2015 wurde er von der Bundesministerin der Verteidigung Ursula von der Leyen zum Beauftragten für das Weißbuch berufen. Vom 1. Juli 2016 bis Ende 2017 war er Abteilungsleiter Einsatz im Kommando Heer in Strausberg. Auf diesem Dienstposten erhielt er auch die Beförderung zum Generalmajor.
Seit dem 10. Januar 2018 war Breuer als Nachfolger von Generalleutnant Jürgen Knappe Kommandeur des Kommandos Territoriale Aufgaben der Bundeswehr in Berlin. In dieser Dienststellung organisierte Breuer seit März 2020 die Amtshilfe der Bundeswehr aus Anlass der COVID-19-Pandemie. Dazu gehörte die Verwendung von Soldaten in Gesundheitsämtern oder Kliniken, der Aufbau und Betrieb von Impfzentren sowie die Verteilung von Impfstoffen.

### Leitung des Corona-Krisenstabs der Bundesregierung
Am 30. November 2021 wurde Breuer als Leiter des von der Ampelkoalition geplanten Corona-Krisenstabs im Bundeskanzleramt berufen, dessen Ziel die bessere Koordinierung der gesamtstaatlichen Bekämpfung der COVID-19-Pandemie in Deutschland war. Im Mai 2022 wurde der Krisenstab wieder aufgelöst.

### Befehlshaber Territoriales Führungskommando der Bundeswehr
Mit Aufstellung des Territorialen Führungskommandos der Bundeswehr zum 27. September 2022 wurde Breuer auch zu dessen erstem Befehlshaber ernannt; zuvor war er seit dem 13. Juni 2022 der Leiter des Aufstellungsstabs für das neue Kommando. In dieser Funktion nahm er gleichzeitig die Aufgaben des Nationalen Territorialen Befehlshabers der Bundeswehr wahr. Am 1. April 2023 übernahm André Bodemann diese Dienststellung.

### Generalinspekteur
Am 17. März 2023 trat Breuer das Amt des Generalinspekteurs der Bundeswehr an. Dazu wurde er, zunächst temporär, zum General befördert. Er folgte dem bisherigen Generalinspekteur Eberhard Zorn nach, der am 16. März 2023 in den einstweiligen Ruhestand versetzt wurde.
Anfang Mai 2023 bereiste er ohne Öffentlichkeit die Ukraine. Er äußerte danach die Einschätzung, dass deren Armee mit den Vorbereitungen für ihre Militäroffensive gegen russische Angreifer gut voran komme.

### Auszeichnungen (Auswahl)
| Verdienstkreuz 1. Klasse des Verdienstordens der Bundesrepublik Deutschland (2022) | Ehrenkreuz der Bundeswehr in Gold | in Silber                                                                             | in Bronze                      |
| Einsatzmedaille Bronze (KFOR)                                                      | Einsatzmedaille Bronze (ISAF)     | Einsatzmedaille Fluthilfe 2013                                                        | Einsatzmedaille Fluthilfe 2002 |
| Einsatzmedaille Fluthilfe 2021                                                     |                                   |                                                                                       |                                |
|                                                                                    |                                   | Dankmedaille des Landes Mecklenburg-Vorpommern für die Helfer in Lübtheen (Waldbrand) | NATO-Medaille (ISAF)           |
| NATO Meritorious Service Medal                                                     |                                   |                                                                                       |                                |

Ebenfalls wurde Breuer die NATO-Medaille (KFOR) verliehen, in jüngerer Zeit trägt er sie jedoch (augenscheinlich aus Platzmangel auf der Bandschnalle) nicht mehr.

## Privates
Breuer ist verheiratet und hat drei Kinder.